# 莱斯莉·伯尔-霍华德
莱斯莉·伯尔-霍华德（英語：Leslie Burr Howard，1956年10月1日—），美国女子马术运动员。她曾代表美国参加1984年和1996年夏季奥林匹克运动会马术比赛，获得一枚金牌和一枚银牌。